# Cameron Duncan
Pour les articles homonymes, voir Duncan.
Cameron Duncan né le 20 avril 1986 en Nouvelle-Zélande et décédé le 12 novembre 2003 , était un réalisateur. 
Duncan a réalisé deux courts-métrages, DFK6498 et Strike Zone, un film impliquant son amour pour le soft ball, ainsi que quelques films publicitaires et des clips.
Il est mort d'ostéosarcome, un type de cancer des os, à l'âge de 17 ans.
Il reçut le prix des meilleures entrées de collège aux Fair Go Ad Awards en 1999 et de 2003.
La publicité qu'il a créée pour la compétition 1999 a été officiellement adoptée par TVNZ ; elle est passée à la TV aux heures de grande écoute ; elle concernait la sécurité routière.
À la fin de sa vie, il a aidé Peter Jackson et Fran Walsh, en inspirant cette dernière pour écrire la chanson Into the West pour le film Le Seigneur des anneaux : Le Retour du roi. Après sa mort, son travail ainsi qu'un documentaire d'explication a été mis sur l'édition prolongée DVD du Seigneur des Anneaux.